# Mademoiselle Lavoy
Pour les articles homonymes, voir Lavoy.
Marie-Anne Pauline Du Mont, dite Mademoiselle Lavoy, est une actrice française née vers 1710 et morte en 1792 ou 1793.

## Biographie
Marie-Anne Pauline Du Mont est la fille des comédiens Georges Guillaume Du Mont de Lavoy et Anne Françoise Dorné-Dauvilliers.  
Elle débute à la Comédie-Française en 1739 dans le rôle d'Andromaque.  
Reçue Sociétaire de la Comédie-Française en janvier 1740, elle se spécialise dans les rôles de grandes confidentes dans les pièces tragiques et dans ceux des caractères dans les comédies. 
Elle est retraitée en 1759 avec une pension de 1000 livres.

## Sources
- Pierre-David Lemazurier, Galerie historique des acteurs du Théâtre français, Tome II : depuis 1600 jusqu'à nos jours, Paris, J. Chaumerot, 1810, 419 p., p. 277-278.
- Henry Lyonnet, Dictionnaire des comédiens français, ceux d'hier: biographie, bibliographie, iconographie, T. II : E-Z, Genève, Bibliothèque de la Revue Universelle Internationale Illustrée, 1912, 717 p., p.313.